# Go-Yozei
Keizer Go-Yōzei (Japans: 後陽成天皇 Go-Yōzei-tennō) (31 december 1572 – 25 september 1617) was de 107e keizer van Japan, volgens de traditionele opvolgvolgorde. Hij regeerde van 17 december 1586 tot 9 mei 1611, wat samenvalt met de late Azuchi-Momoyamaperiode en de vroege Edoperiode.

## Genealogie
Go- Yōzei was vernoemd naar de voormalige keizer Yozei. Het voorvoegsel go- (後), kan worden vertaald als “later” of “tweede”, waardoor zijn naam vrij vertaald “Yozei de tweede” betekent. Zijn persoonlijke naam (imina) was oorspronkelijk Kazuhito (和仁), maar dit werd later veranderd naar Katahito (周仁).
Go-Yōzei was de oudste zoon van prins Masahito (誠仁親王), die zelf de vijfde zoon was van keizer Ogimachi. Go-Yōzei’s moeder was een hofdame wiens naam niet bekend is.
Go-Yōzei had zelf 10 hofdames, met wie hij 15 zonen en 11 dochters kreeg.

## Leven
Oorspronkelijk zou Ōgimachi’s zoon zijn vader gaan opvolgen, maar hij stierf in 1586 onverwacht een natuurlijke dood. Daarom werd Go-Yōzei tot kroonprins benoemd. Twee dagen na deze benoeming trad Ōgimachi af en werd Go-Yōzei keizer.
Go-Yōzei’s regering viel samen met de komst van Oda Nobunaga, de regering van Toyotomi Hideyoshi en de oprichting van het Tokugawa-shogunaat. Go-Yōzei gaf zijn toestemming aan de machtsovername van dit shogunaat. Ook gaf hij Toyotomi Hideyoshi de rang van “Taikō”; een titel die normaal alleen werd gegeven aan de vader van de keizerlijke advisseur (kampaku) of een gepensioneerde Kampaku.
Tussen 1592 en 1596 herwon de keizerlijke familie weer een deel van de verloren macht. Ook werd Japan tijdens deze jaren getroffen door enkele natuurrampen.
Go-Yōzei trad uiteindelijk af ten gunste van zijn derde zoon, maar hij had liever gezien dat zijn jongere broer, prins Hachijō-no-miya Toshihito (八条宮智仁親王), hem had opgevolgd. Na zijn aftreden leefde hij nog zes jaar. Hij hield van literatuur en kunst. Zo publiceerde hij onder andere een deel van Nihon shoki.

## Perioden
Go-Yōzei’s regeerperiode omvat de volgende perioden van de Japanse geschiedenis:
- Tenshō (1573-1592)
- Bunroku (1592-1596)
- Keichō (1596-1615)

* Regent Jingu staat niet op de traditionele lijst.